# Ašikpašazade
Ašikpašazade ali derviš Ahmed  (turško Aşıkpaşazade Derviş Ahmet Âşıkî), bolj znan po svojem psevdonimu Ašiki in družinskem imenu Ašikpašazade, je bil osmanski zgodovinar,  viden predstavnik zgodnjega osmanskega zgodovinopisja, * 1400, Manisa, † 1484, Konstantinopel
Bil je pravnuk mističnega pesnika, derviša Ašik Paše (1272–1333). Rojen je bil v okolici Amasye in študiral v več anatolskih mestih, potem pa je odšel na hadž in živel nekaj časa v Egiptu. Kasneje se je udeležil več osmanskih vojnih pohodov, vključno z drugo bitko na Kosovskem polju (1448) in obleganjem Konstantinopla (1453). Bil je tudi na slavnostih, povezanih z obrezovanjem Mustafe in Bajazida II., sinov sultana Mehmeda Osvajalca. Kasneje je napisal svoje slavno zgodovinsko delo Tevārīḫ-i Āl-i ʿOsmān.

## Delo
Ahmedovo glavno delo je znano pod dvema naslovoma: Menâkıb-ı Âli-i Osman  (Zgodba o Osmanovi rodbini) in Tevārīḫ-i Āl-i ʿOsmān (Zgodovina Osmanove rodbine). Delo obravnava zgodovino Osmanskega cesarstva od začetka osmanske države do vladavine Mehmeda II. (vladal 1444–1446 in 1451–1481), se pravi obdobje od leta 1298 do 1472. Delo je napisano v osmanski turščini in delno temelji na starejših osmanskih virih. Podrobneje so opisani dogodki, ki jim je sam prisostvoval.  Njegovo delo je kasneje postal moderno in vir podatkov kasnejših osmanskih zgodovinarjev. 

## Kritike
Turški zgodovinar Osmanskega cesarstva Halil Inalcik meni, da je Ašikpašazade v svojem delu aktualne dogodke opisoval tako, da so se ujemali z njegovim vnaprej ustvarjenim mnenjem. Zanj je bilo značilno, da je iz dveh različnih zgodb enostavno skoval na primer nov opis bitke. Nekateri deli Cihan-Nüme ali Kozmorame, ki jo je napisal Nešri, še en viden predstavnik zgodnjega osmanskega zgodovinopisja, temeljijo na Aširpašazadejevem delu.